# Boryza commiscens
Boryza commiscens là một loài bướm đêm trong họ Erebidae.